# Пилдешти (Њамц)
Пилдешти (рум. Pildești) насеље је у Румунији у округу Њамц у општини Кордун. Oпштина се налази на надморској висини од 206 m.

## Становништво
Према подацима из 2002. године у насељу је живело 3842 становника, од којих су сви румунске националности.